# Xifengshan (sockenhuvudort i Kina, Heilongjiang Sheng, lat 50,56, long 126,97)
Xifengshan (kinesiska: 西峰山, 西峰山乡) är en sockenhuvudort i Kina. Den ligger i provinsen Heilongjiang, i den nordöstra delen av landet, omkring 540 kilometer norr om provinshuvudstaden Harbin. Antalet invånare är 2 206. Befolkningen består av 1 054 kvinnor och 1 152 män. Barn under 15 år utgör 11,0 %, vuxna 15-64 år 82 %, och äldre över 65 år 5,0 %.
Runt Xifengshan är det glesbefolkat, med 16 invånare per kvadratkilometer. Xifengshan är det största samhället i trakten. Omgivningarna runt Xifengshan är en mosaik av jordbruksmark och naturlig växtlighet.